# 颱風蘇迪羅 (2003年)
颱風蘇迪羅（英語：Typhoon Soudelor），在菲律賓被稱為颱風伊涯，是2003年太平洋颱風季一場強勁的颱風，在臺灣以東海域快速增强。這是該季第六場由日本氣象廳（JMA）命名的風暴，也是第三場颱風。它在6月12日從一道位於菲律宾以東的季风槽內的擾動形成。系統在形成後大致向西北方移動，並逐漸增強為熱帶風暴。在菲律賓近海掠過時，蘇迪羅為當地帶來暴雨並引發水災，數千人無家可歸。風暴造成246萬美元的損失，以及12人死亡。
在影響菲律賓之後，蘇迪羅進入一個風切變較弱且外流有利的區域。它在6月17日達到颱風標準，並在快速增強的同時很快便發展出風眼。風暴吹襲日本的西表島，當地的陣風高達時速204公里。它還影響臺灣，洪水淹沒高速公路並引發泥石流。6月18日早上，蘇迪羅達到10分鐘最大持续风速每小時150公里。隨後，風切變有所增強加上一道低壓槽的通過使颱風開始減弱並轉向東北。蘇迪羅在6月19日減弱為熱帶風暴，隨後橫過日本和大韓民國之間的海域。它在當天轉變成溫帶氣旋並在6月24日消散。在日本，風暴造成了大範圍的停電，不過帶來的損失相對較小，另有21人受傷。在大韓民國，風暴造成的損失為1210萬美元，另有兩人死亡。

## 氣象歷史
蘇迪羅的起源是6月7日一個在波纳佩州西北方不遠處持續存在的熱帶擾動。兩天後，它擁有大範圍的大氣對流，並大致向西移動。6月9日晚上，聯合颱風警報中心（JTWC）向其發佈熱帶氣旋形成警報（TCFA），儘管系統起初由於該區的風切變而未能發展。雷暴隨着環流變得外露而減少。6月11日，風切變有所減弱，對流變得更有組織。聯合颱風警報中心在當天晚上針對第七號熱帶低氣壓發出警告，日本氣象廳（JMA）也在6月12日凌晨0時表示，一熱帶低氣壓已於帛琉東北方形成。
形成後，由於北方有副熱帶高壓脊，該低氣壓大致向西移動。大約在那個時候，它仍然處於季风槽內，並與另一個位於向東南偏東的環流產生相互作用，引導其向西北偏西移動。隨着它遠離另一個環流，加上風切變有所減弱，該低氣壓得以增強。6月13日，日本氣象廳將位於菲律宾薩馬島以東的低氣壓升格為熱帶風暴蘇迪羅。那天，菲律賓大氣地球物理和天文服務管理局（PAGASA）給予當地名稱伊涯（Egay）並開始發出公告。增強成熱帶風暴後，蘇迪羅的北面和南面均有雨帶形成，但由於東方的一道熱帶對流層上部槽，它無法顯著增強。北方的一道中緯度低壓槽使高壓脊有所減弱，這使得位於菲律賓東北方近海的蘇迪羅採取更偏西北的路徑移動。環流從深層對流中外露，當時風暴位於薩馬島以東約160公里處。雷暴逐漸增多，而外流亦有所改善。6月16日晚上，聯合颱風警報中心將蘇迪羅升格為颱風，翌日當風暴位於臺灣東南方時，日本氣象廳亦跟隨。
大約在蘇迪羅獲升格為颱風的時候，受一道正在靠近的低壓槽影響，它開始向北移動，並在呂宋東北約95公里處掠過。6月17日早上風暴出現一結構較差的風眼，但很快便有所改善。隨着低壓槽的靠近使外流加強，蘇迪羅在臺灣以東海域快速增强。颱風在6月17日晚上8時半左右吹襲擊日本的西表島。在6月18日上午6時，聯合颱風警報中心估計風暴達到1分鐘最高風速為每小時215公里。與此同時，日本氣象廳估計，當它位於沖繩縣以西近海時的10分鐘最高風速為每小時150公里。在其最高強度時，蘇迪羅擁有一直徑33公里的圓形風眼。它轉向東北偏北移動，維持最高風速約12小時後，西風帶使風切變有所增強，導致其開始減弱。風眼迅速消失，系統亦開始轉變成溫帶氣旋。6月19日早上，日本氣象廳認為蘇迪羅已跌破颱風標準，風暴隨後橫越对马岛並進入日本海。當天下午3時，日本氣象廳宣佈風暴已轉變成溫帶氣旋，當時它位於隱岐群島附近，聯合颱風警報中心在三小時後亦跟隨。蘇迪羅的溫帶殘留繼續向東北移動，在6月20日橫越日本北部。風暴其後減速並轉向東移，並在6月24日消散。

## 防災措施

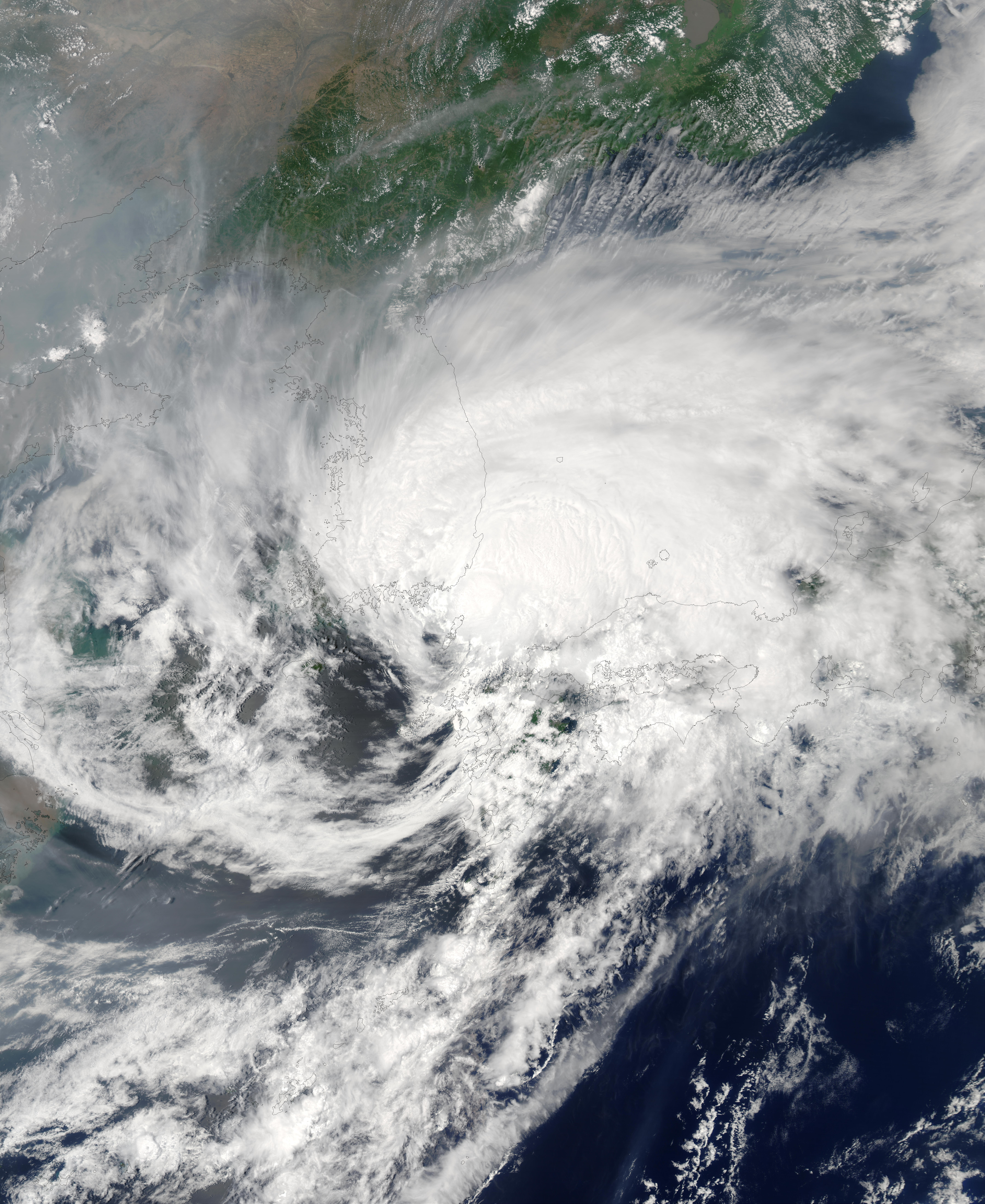
6月19日，位於大韩民国和日本近海的熱帶風暴蘇迪羅

6月16日，菲律賓大氣地球物理和天文服務管理局向巴丹群島省、卡加延省及伊莎貝拉省發出三號風暴信號；九個省的全部或部分地區以及波利略島發出二號風暴信號；四個省的部分地區發出一號風暴信號。信號指的是風勢，從最低到最高表示最弱到最強的風力；三號信號是指18小時內風速可達每小時100至185公里。
6月16日，交通部中央氣象局（CWB）向臺灣發佈海上及陸上颱風警報，預計蘇迪羅將帶來暴雨、強風和波濤洶湧的海面，敦促該區所有漁民在颱風來臨前返回港口。隨著颱風靠近臺灣，日本氣象廳開始建議沖繩縣的居民密切監測風暴。日本主要航空公司之一的全日本空輸在當天取消66班國內航班，估計有6000人因而滯留。風暴期間，257班國內航班被取消，火車和渡輪服務亦被取消。在长崎县，732所學校在風暴期間關閉。日本有數百人自願撤離。
6月17日，韓國氣象廳（KMA）對濟州島和大韓民國沿海地區發布大雨預警。他們還敦促居民對風暴採取一切的預防措施。韓國機場公社報告稱，受颱風影響，111班飛往大韓民國南部地區的航班被取消。

## 影響及善後工作

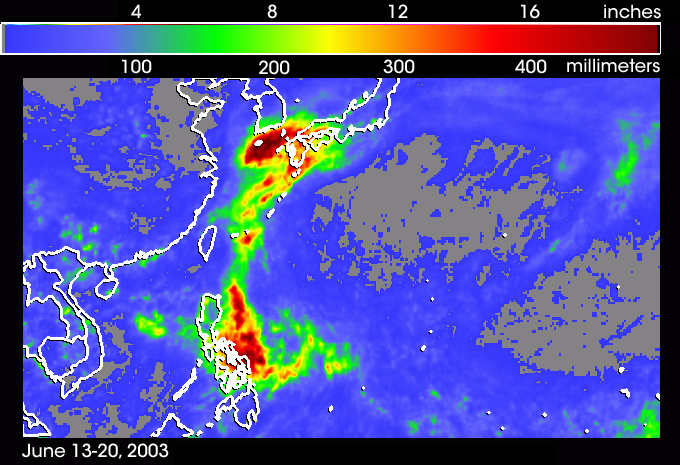
6月13日至20日颱風蘇迪羅估計降雨量的衛星圖

當蘇迪羅在菲律宾以東海域向西北方移動時，在北薩馬省卡塔曼，24小時內降下多達300毫米的雨量。比拉克機場的六小時內降雨量達到118毫米。大雨在菲律賓各地引發水災，導致數千人無家可歸。在全國，風暴破壞157座房屋，94座更完全被摧毀。蘇迪羅還造成農作物受損，估計有45,400人受到蘇迪羅的影響。整體損失估計為1.31億披索（246萬美元，2003年）。風暴造成12人死亡，2人失蹤，另有2人受傷。
在臺灣，蘇迪羅帶來的降雨引發水災及山泥傾瀉。其中一次泥石流淹沒溪頭和鹿谷之間縣道151號其中10公里的路段。道路工作人員很快便被派往該區，但由於蘇迪羅的持續影響，被逼暫停清理工作。數十輛載有從山區撤離的遊客的旅遊巴士被泥石流所淹沒道路多次堵塞。受颱風影響，臺北松山機場在6月19日上午關閉。由於風暴帶來的降雨，翡翠水庫的水位上升2.5米，使水庫直逼其最大容量。
除了在蘇迪羅的風眼掠過期間，日本的西表島錄得烈風長達八小時。該島錄得的持續風速為每小時108公里，陣風達每小時204公里/小時。在石垣島，受大浪影響，風暴造成7790萬日圓（65.5萬美元，2003年）的農業損失。蘇迪羅為日本各地帶來強降雨，在鹿儿岛县的最高雨量達497毫米；大部分降水均在約24小時內出現。一艘朝鮮貨船在被拒進入日本富山港後擱淺在日本西北海岸。風暴期間，約10,000所房屋斷電，其中沖繩縣有3,400間房屋斷電。不過造成的損失相對較小，只有26座房屋受損，從屋頂瓦片被吹落到窗戶破碎不等。蘇迪羅在該國造成21人受傷，主要是由於被強風吹落的物件擊中。全國至少發生22宗山泥傾瀉。吉野川沿岸的四座橋樑在風暴中被淹沒。
在大韩民国，蘇迪羅在濟州特別自治道漢拏山帶來約500毫米的雨量。風暴還產生出4米高的湧浪。颱風蘇迪羅在大韓民國造成兩人死亡並造成1210萬美元的損失。

## 外部連結
- 日本氣象廳有關颱風蘇迪羅（0306）的一般資訊 （页面存档备份，存于），取自數位颱風網 （英語）
- 日本氣象廳有關颱風蘇迪羅（0306）的最佳路徑數據 （页面存档备份，存于） （日語）
- 日本氣象廳有關颱風蘇迪羅（0306）的最佳路徑數據（圖像） （页面存档备份，存于） （英語）
- 日本氣象廳的最佳路徑數據（文本） （页面存档备份，存于） （英語）
- 聯合颱風警報中心有關第七號颱風（蘇迪羅）的最佳路徑數據 （页面存档备份，存于） （英語）
- 美國海軍研究實驗室有關07W.蘇迪羅[]